# Eisregen
Eisregen  (litt. « pluie verglaçante » en allemand) est un groupe allemand de black metal et de death metal fondé en 1995 dans la petite ville de Tambach-Dietharz en Thuringe. Grâce à ses textes morbides en allemand, le groupe a attiré l'attention de l'administration fédérale de protection de l'enfance à ses débuts, ce qui a conduit à la mise à l'index de trois de leurs albums : Farbenfinsternis (2001), Krebskolonie (1998) et Wundwasser (2004).
Le 5 mai 2017 est sorti l'album Fleischfilm, un album-concept dont la thématique est principalement consacrée au giallo et au cinéma d'épouvante italien des années 1970 et 1980. Chaque chanson fait allusion à un ou plusieurs films, dont Cannibal Holocaust (1980) de Ruggero Deodato, La Guerre des gangs (1980) et La Maison près du cimetière (1981) de Lucio Fulci, Torso (1973) de Sergio Martino, Blue Holocaust (1979) et Antropophagus de Joe D'Amato, La Baie sanglante (1971) de Mario Bava, Au-delà du désir (1972) de Renato Polselli, Et le vent apporta la violence (1970) d'Antonio Margheriti, Les Frissons de l'angoisse (1975), Ténèbres (1982) et la Trilogie des trois mères de Dario Argento (Suspiria, Inferno et La Troisième Mère), ainsi que Sentences de mort de Lamberto Bava.

## Discographie

### Albums
- 1998 : Zerfall
- 1998 : Krebskolonie
- 2000 : Leichenlager
- 2001 : Farbenfinsternis
- 2004 : Wundwasser
- 2007 : Blutbahnen
- 2008 : Knochenkult
- 2010 : Schlangensonne
- 2011 : Rostrot
- 2013 : Todestage
- 2015 : Marschmusik
- 2017 : Fleischfilm
- 2018 : Fegefeuer
- 2020 : Leblos
- 2023 : Grenzgänger